# Sei giornate
Het werk Sei giornate is geschreven door Pietro Aretino. Het bestaat uit twee afzonderlijke boekdelen: Ragionamento della Nanna e della Antonia dat hij schreef in 1534 en Dialogo nel quale la Nanna insegna a la Pippa, geschreven in 1536. Het is een soort handboek voor meisjes van plezier.
Elk boekdeel behandelt drie dagen, wat het totaal op Sei giornate of zes dagen brengt. Gedurende de eerste drie dagen gaat Nanna op zoek naar wat voor haar dochter Pippa het beste is. Ze beschikt over drie mogelijkheden: ze kan haar dochter laten intreden in een klooster, haar laten huwen of haar hoer laten worden. Samen met haar vriendin Antonia overlegt ze één situatie per dag. Uiteindelijk komt ze tot de conclusie dat haar dochter bij elke keuze de liefde zal moeten bedrijven. In dat opzicht lijkt het haar beter ervoor te zorgen dat haar dochter hoer wordt zodat ze er tenminste voor betaald wordt.
In de laatste drie dagen vertelt de auteur vervolgens wat men zou moeten doen om een hoer te zijn, de zwakheden van de man en ten slotte de koppelaarsters.